# 晏砺堂
晏砺堂（1918年—？），男，江西吉安人，中国航空发动机专家，曾任北京航空学院教授、博士生导师。